# Miss Amazonas (película)
Miss Amazonas es una película peruana, dirigida por Rafael Polar Pin, y estrenada en 2019. El documental se enfoca en un concurso de belleza de personas trans que tiene lugar en una ciudad de la selva amazónica de Perú.

## Sinopsis
Polar se enfoca en los cuatro meses de casting, preparación y evento final de las finalistas de uno de los concursos de belleza anual de mujeres trans más duradero de Latinoamérica, Miss Amazonas, que tiene lugar en Iquitos, la ciudad más poblada de la selva peruana. Podría tratarse de un espectáculo que reproduce modelos heteronormativos de belleza, incluso caer en la banalidad y lo frívolo, pero se destaca como un espacio de reafirmación, protección y optimismo para personas de uno de los colectivos más vulnerables en un país altamente conservador.

## Producción
La película de Polar fue beneficiaría de los Estímulos Económicos para la Cultura por parte del Ministerio de Cultura, a través del Concurso Nacional de Proyectos de Largometraje Documental de 2017. Así mismo, recibió el Estímulo a la Promoción Internacional en 2019 y el Estímulo a la Distribución Cinematográfica en 2020.
La canción principal del documental fue «Esta es mi fiesta», sencillo de Marina Kapoor compuesto para la película.
Tras su estreno en el Festival OutfestPerú de 2019, el documental inició una gira de exhibiciones por Lima y otras ciudades del país, como Huancayo, Iquitos, Pucallpa y Arequipa.
En 2022, la película entró en el catálogo de la plataforma gratuita y de libre acceso Retina Latina.

## Festivales
La película ha sido presentada en los siguientes festivales:
- OutfestPerú de 2019 (Perú)
- Cinema Pride de 2019 (España)[5]
- LesGaiCineMad de 2019 (España)[2][6]
- EDOC (Ecuador)
- Queer Internacional Film Festival Playa del Carmen (México)
- El Lugar Sin Límites (Ecuador)
- Kuir Festival (Colombia)